# Філіппов Григорій Федорович
Григорій Федорович Філіппов (рос. Григорий Фёдорович Филиппов; 5 листопада 1909, Моржегори  — 3 лютого 1975, Київ) — радянський військовий льотчик, Герой Радянського Союзу (1944), у роки німецько-радянської війни командир ескадрильї 91-го гвардійського штурмового авіаційного полку 4-ї гвардійської штурмової авіаційної дивізії 5-го штурмового авіаційного корпусу 2-ї повітряної армії Воронезького фронту, гвардії старший лейтенант.

## Біографія
Народився 5 листопада 1909 року в селі Моржегори (нині Виноградівського району Архангельської області) в селянській родині. Росіянин. Член КПРС з 1942 року. Закінчив сім класів середньої школи, архангельський аероклуб.
У 1931 році призваний до лав Червоної Армії. У 1933 році демобілізувався. Вдруге призваний в 1941 році. У боях німецько-радянської війни з грудня 1941 року. Воював на Західному, Воронезькому фронтах.
До серпня 1943 року старший лейтенант Г. Ф. Філіппов здійснив 200 бойових вильотів на штурмівку скупчень живої сили й бойової техніки противника.
Указом Президії Верховної Ради СРСР від 4 лютого 1944 року за зразкове виконання бойових завдань командування по знищенню живої сили і техніки противника і проявлені при цьому мужність і героїзм гвардії старшому лейтенанту Григорію Федоровичу Філіппову присвоєно звання Героя Радянського Союзу з врученням ордена Леніна і медалі «Золота Зірка» (№ 2377).

Могила Григорія Філіппова

Після закінчення війни продовжував службу у Військово-повітряних силах. У 1954 році закінчив Вищі льотно-тактичні курси удосконалення офіцерського складу.
З 1960 року підполковник Г. Ф. Філіппов — в запасі. Працював начальником аероклубу ДТСААФ. Жив у Києві. Помер 3 лютого 1975 року. Похований у Києві на Лук'янівському військовому кладовищі.

## Нагороди
Нагороджений орденом Леніна, трьома орденами Червоного Прапора, орденом Олександра Невського, орденом Вітчизняної війни 1-го ступеня, трьома орденами Червоної Зірки, медалями.